# ميخائيل الرابع (بابا الإسكندرية)
ميخائيل الرابع، بابا الإسكندرية وبطريرك الكرازة المرقسية للأقباط الأرثوذكس رقم 92، أصله من سمالوط. وأقام بطريركاً لمدة سنة واحدة و3 أيام، في الفترة من 7 فبراير 1477 م حتى 10 فبراير 1478 م، وتوفي. وخلا الكرسي بعده سنتان وشهران و8 أيام.